# Nagybaromlak
Nagybaromlak (1899-ig Baromlaka, románul Valea Viilor, korábban Vorumloc, németül Wurmloch, szászul Wurmbach) falu Romániában, Szeben megyében, az azonos nevű község központja.

## Fekvése
Medgyestől 16 km-re délnyugatra fekszik, Martontelke és Sálya tartozik hozzá.

## Története
1305-ben villa Baromlak néven említették először a források.
A szász településnek 15. századi gótikus evangélikus erődített temploma van. Védőfala 16. századi, három torony erősíti.
1910-ben 1419, többségében német lakosa volt, jelentős román kisebbséggel. A trianoni békeszerződésig Nagy-Küküllő vármegye Medgyesi járásához tartozott.

## Képgaléria

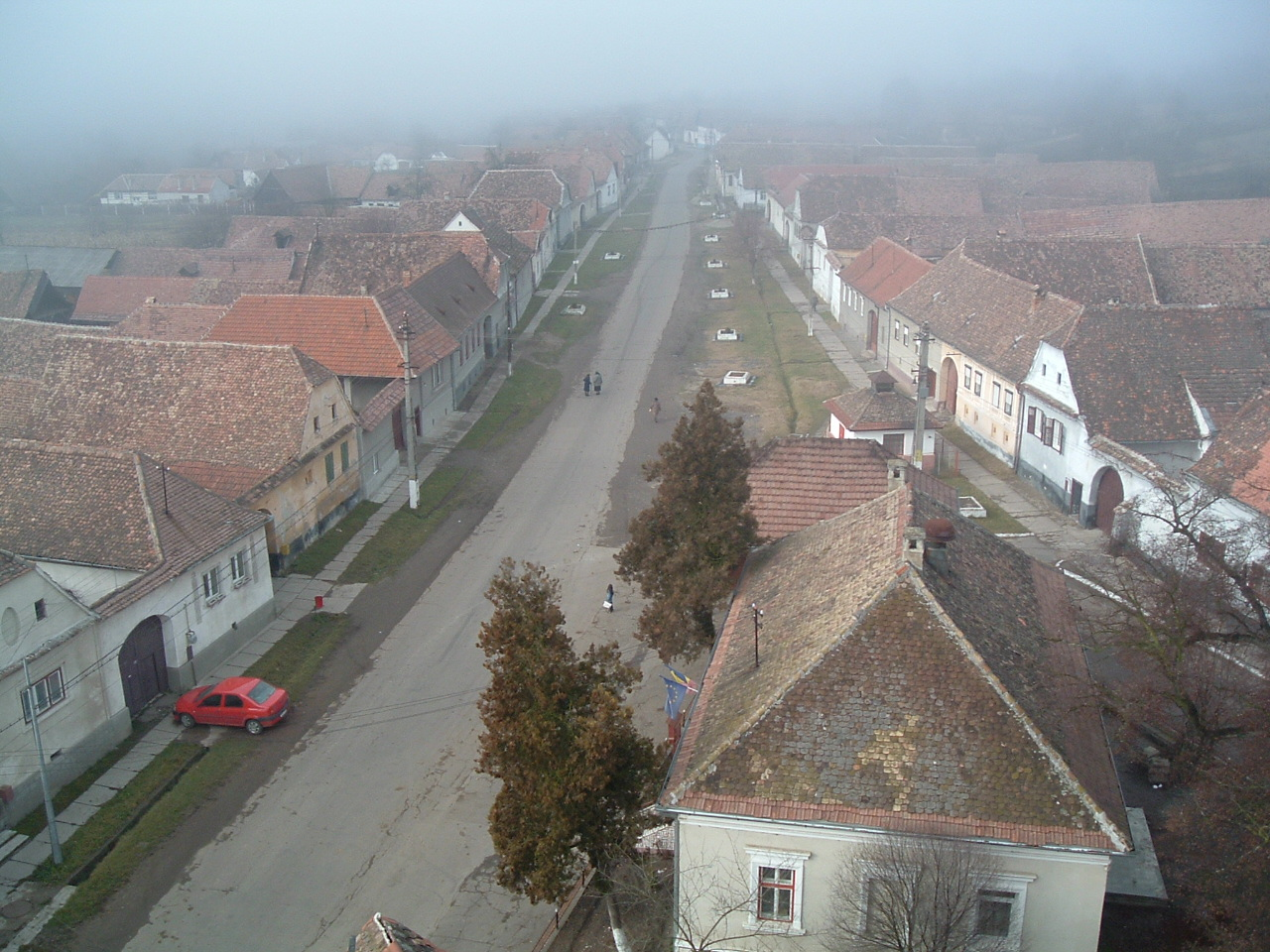
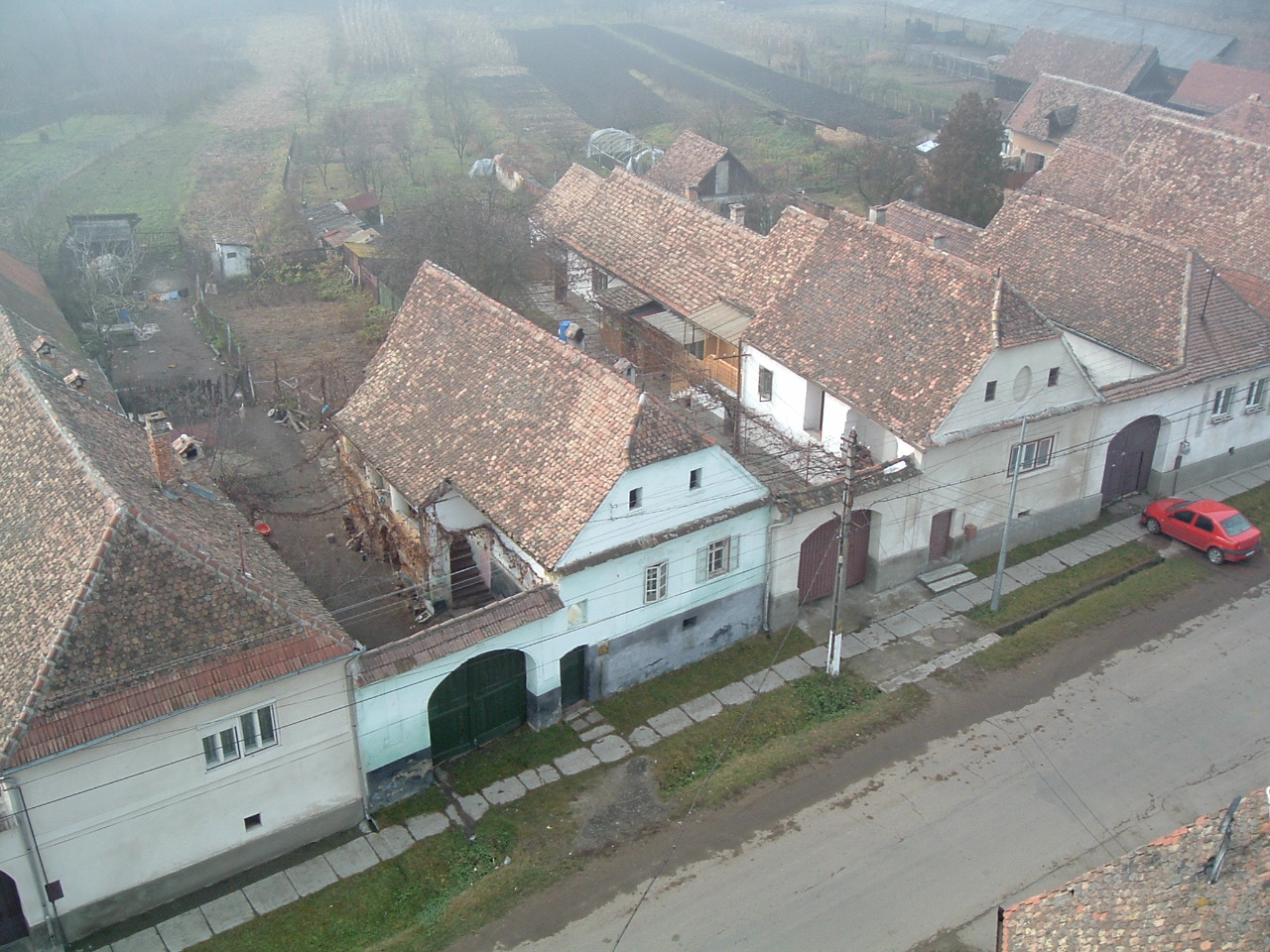
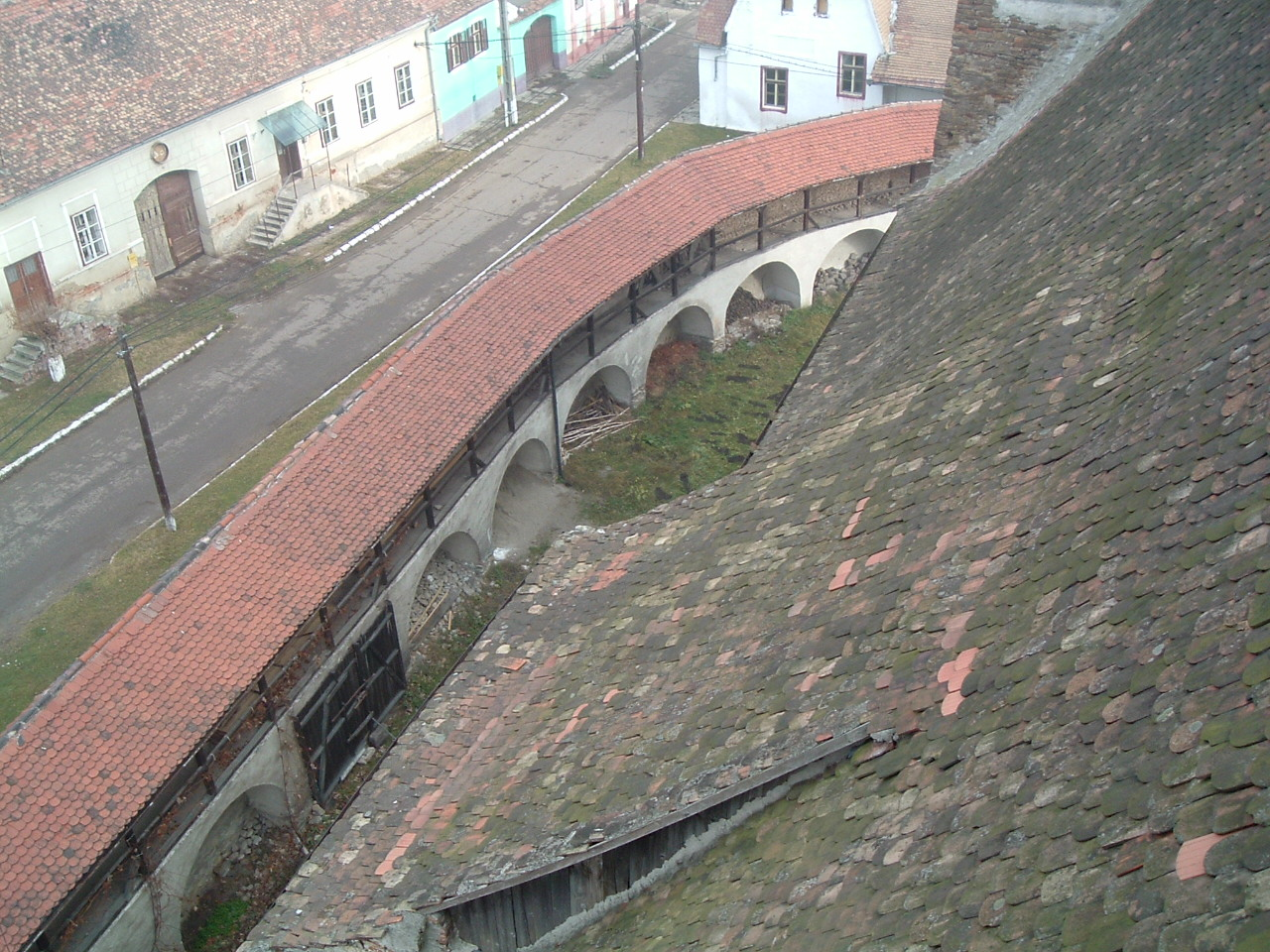
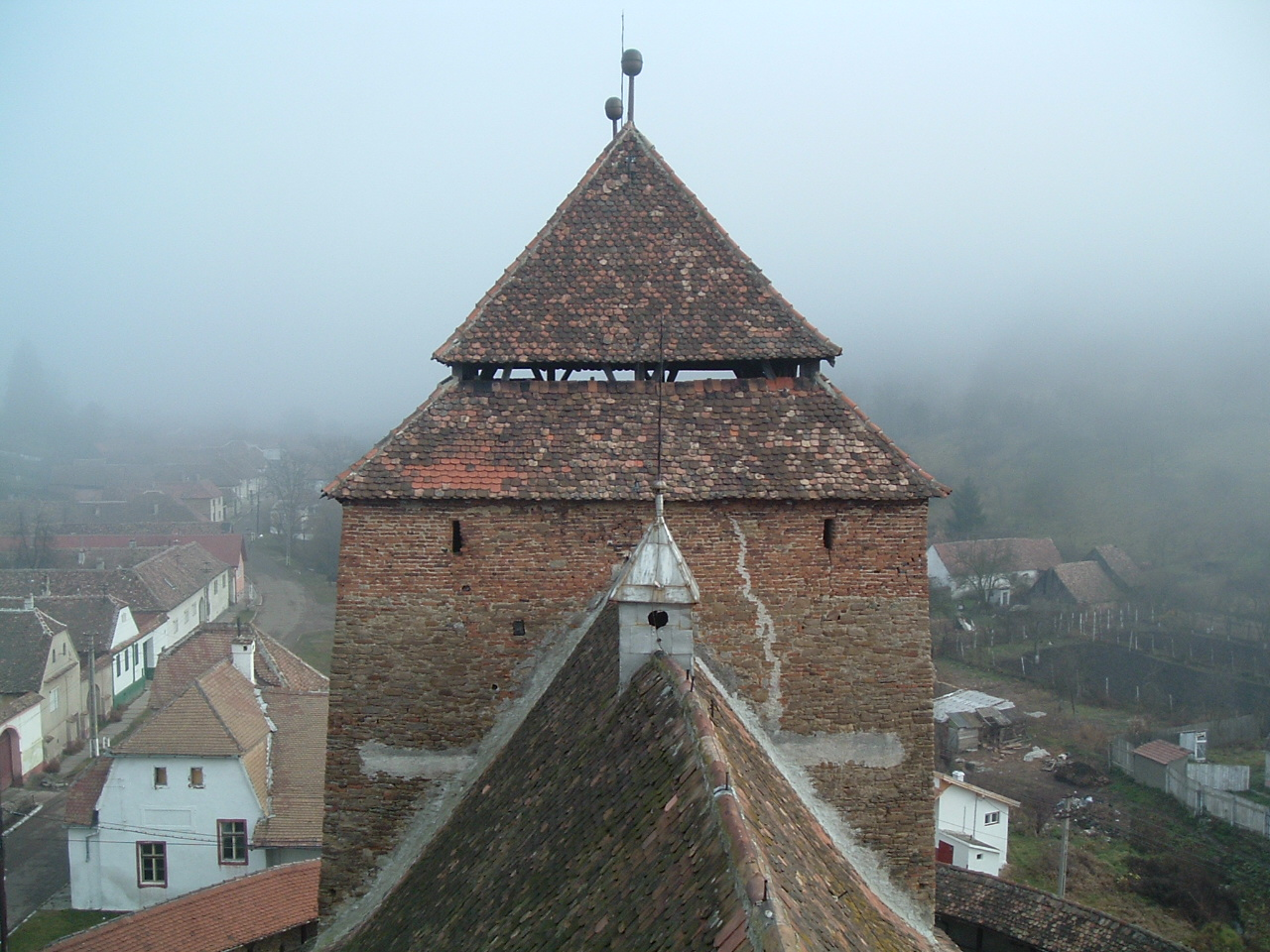
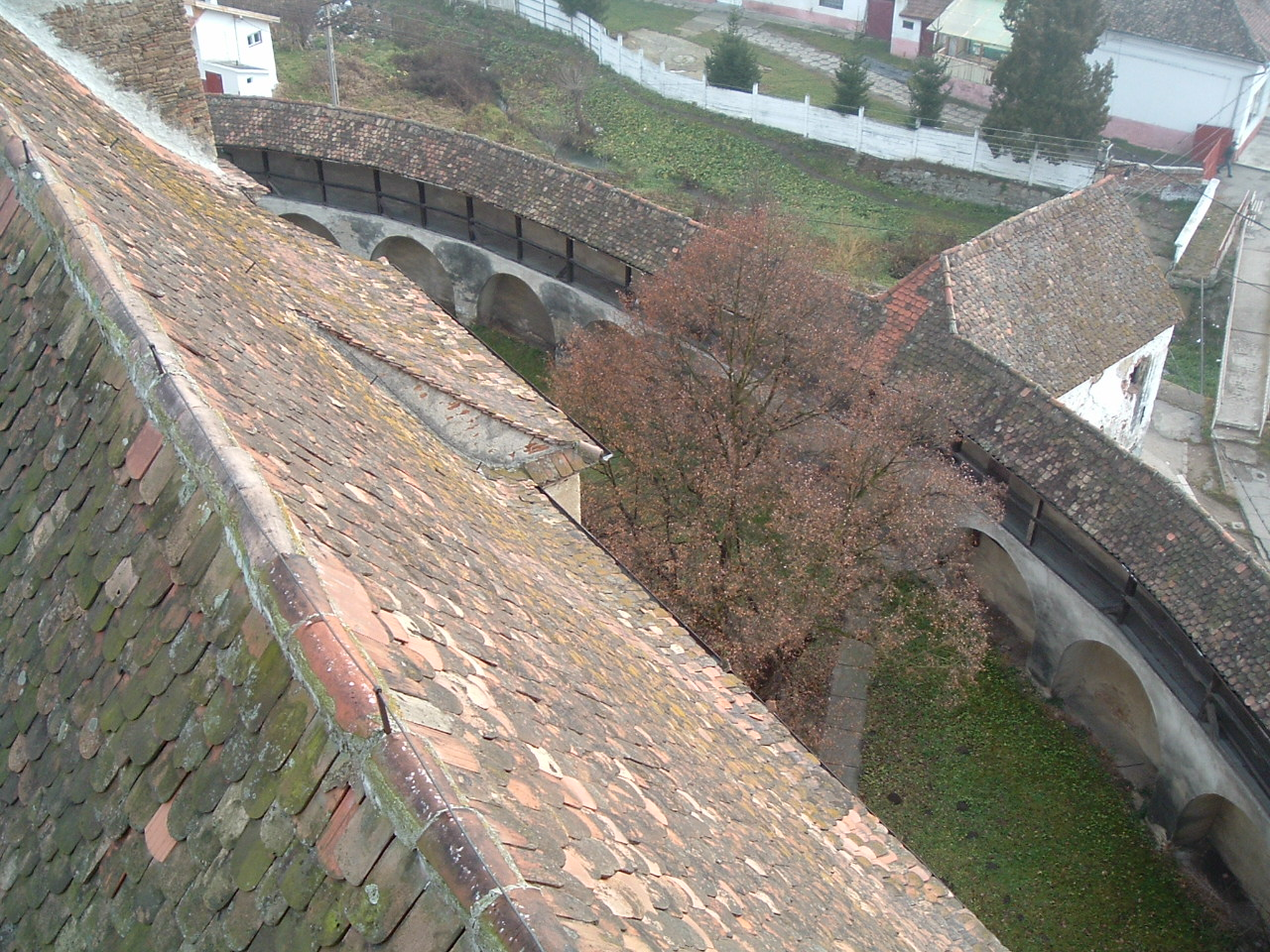
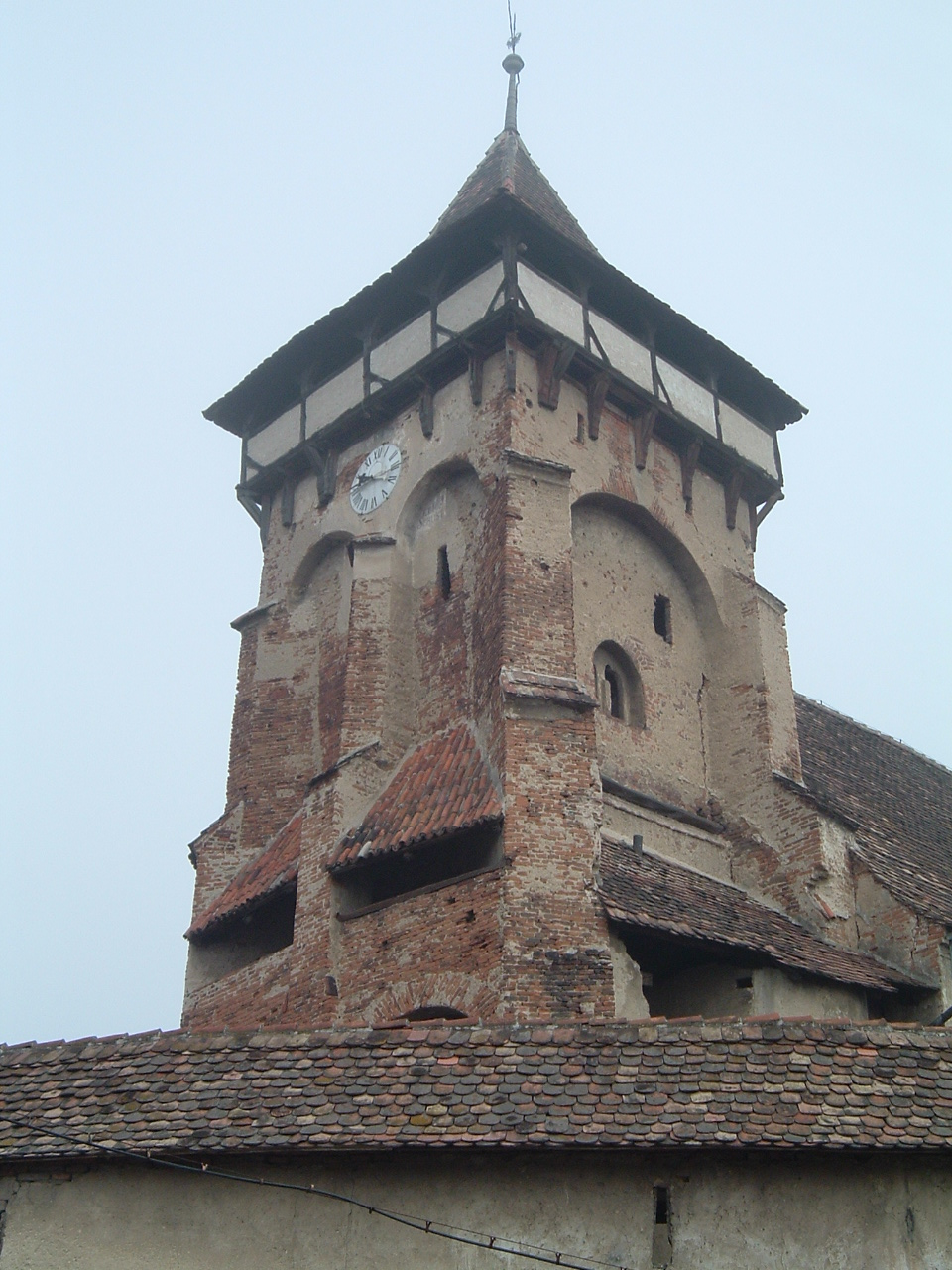
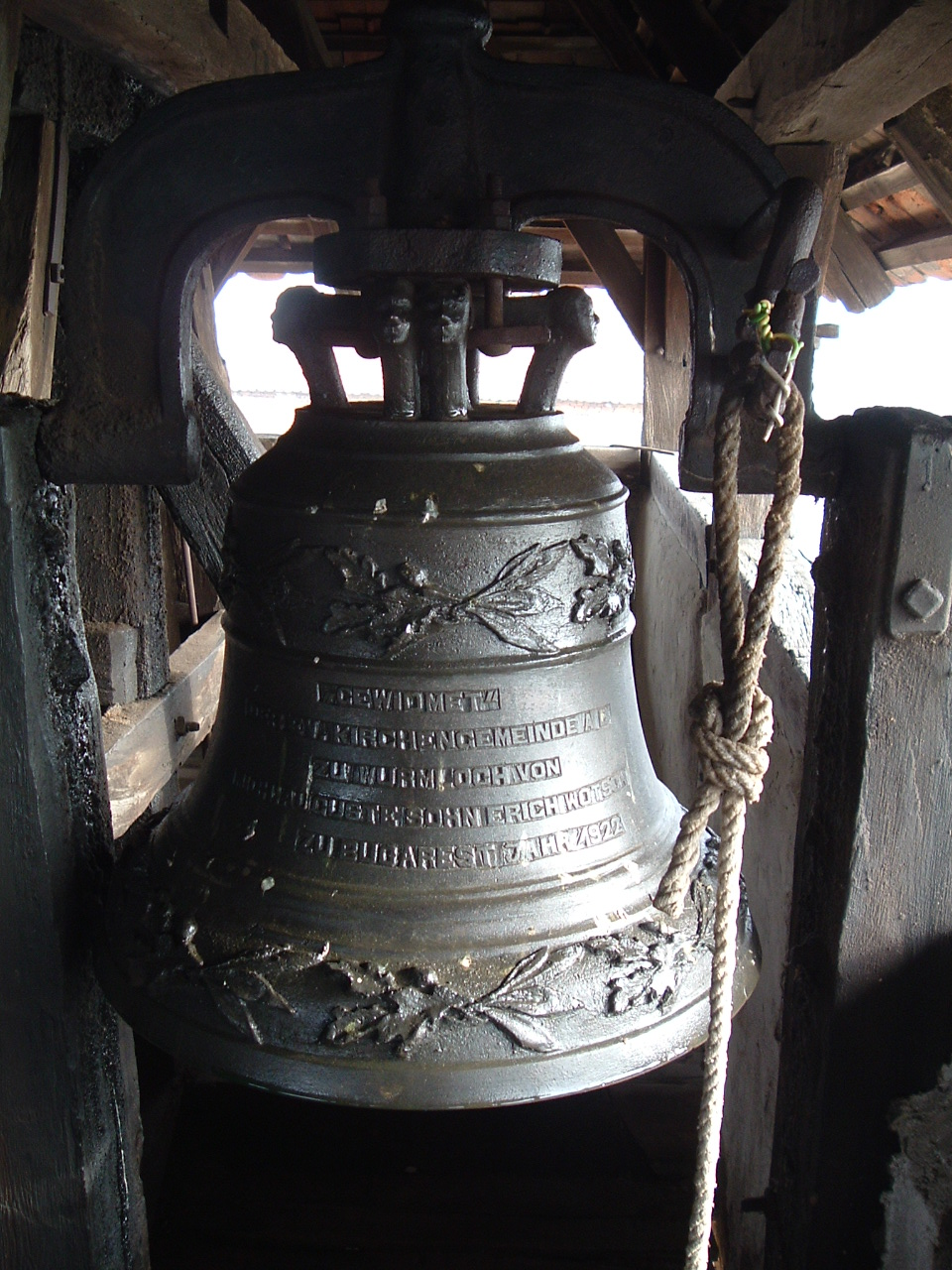
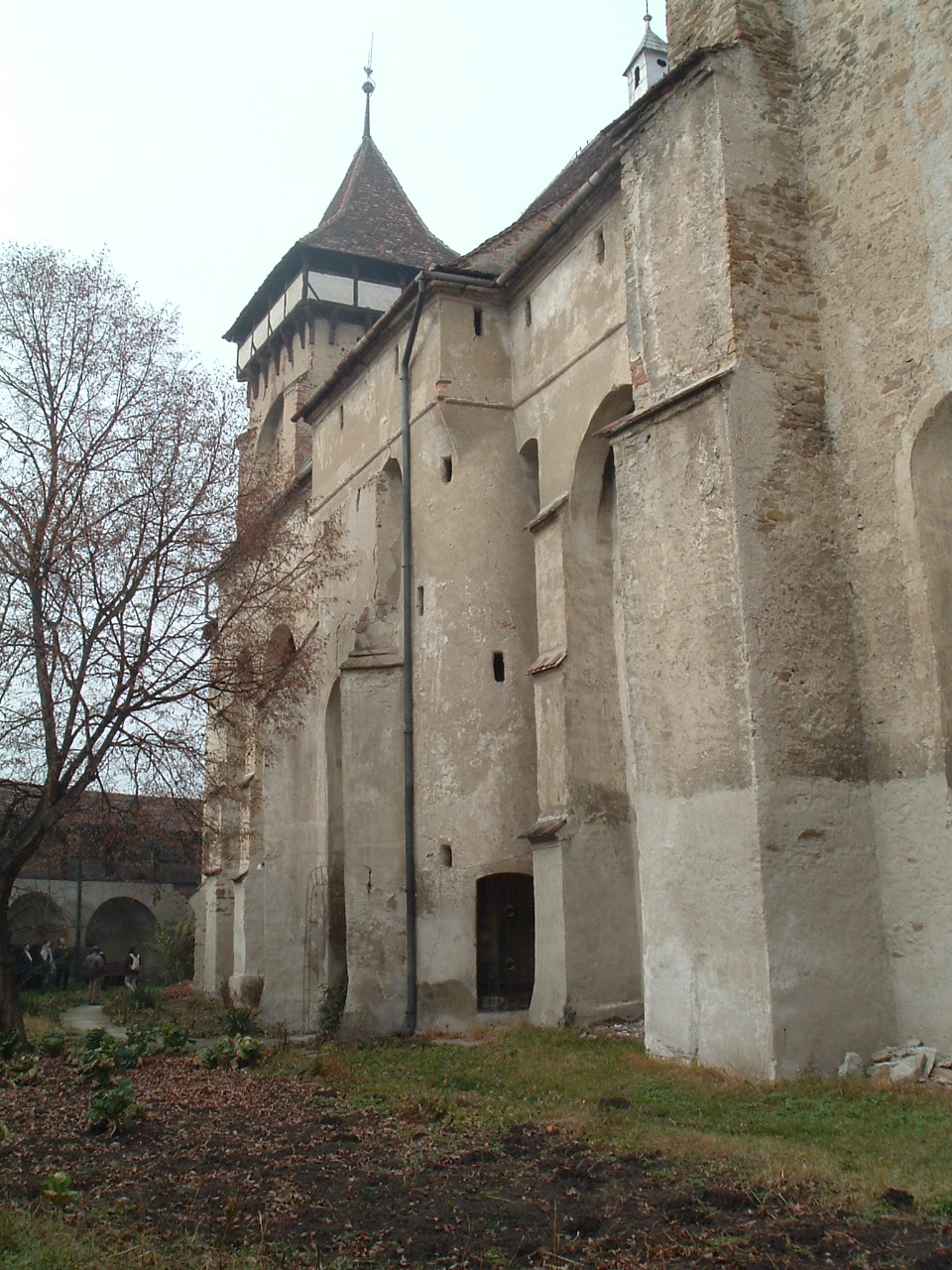
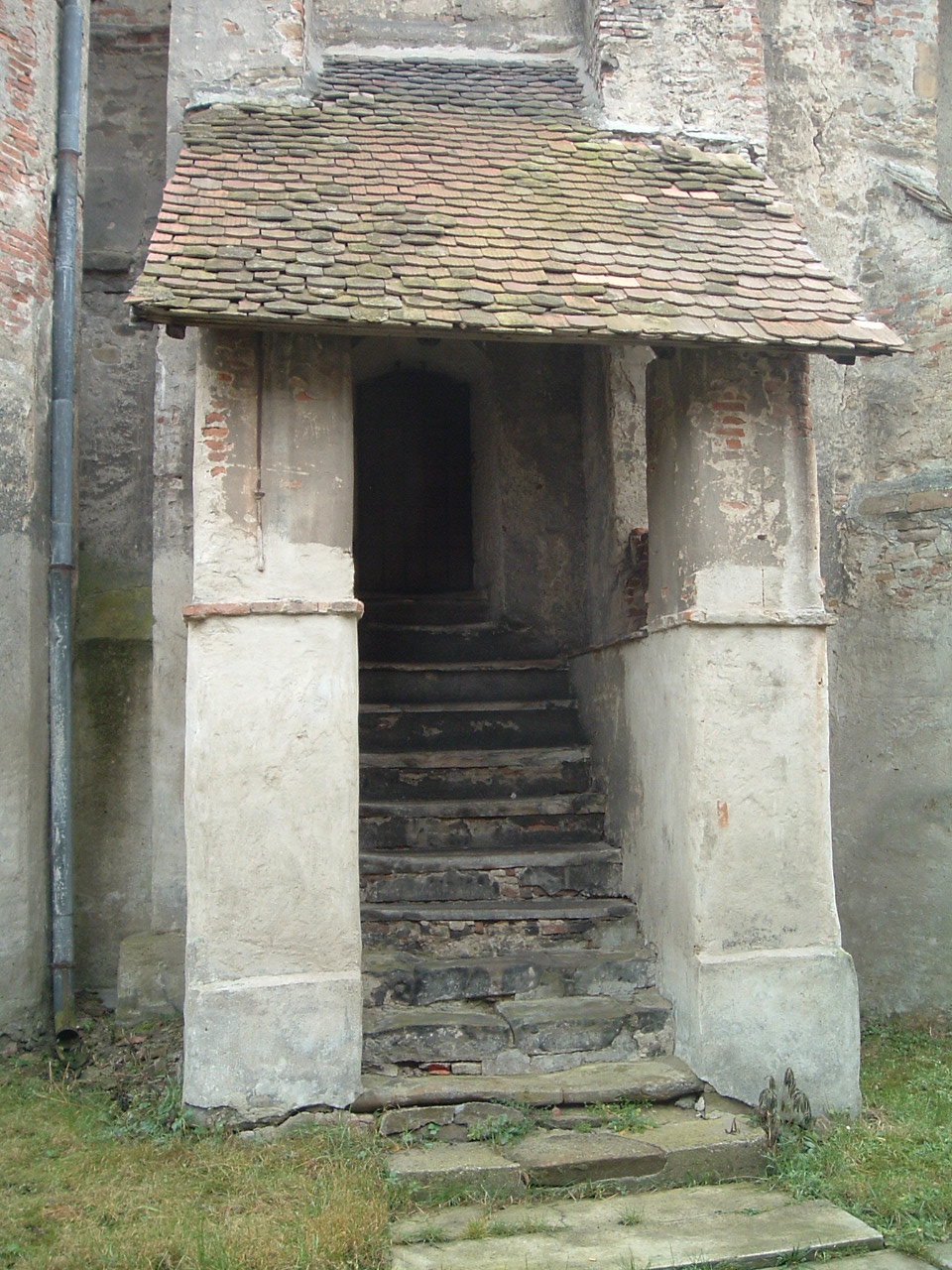
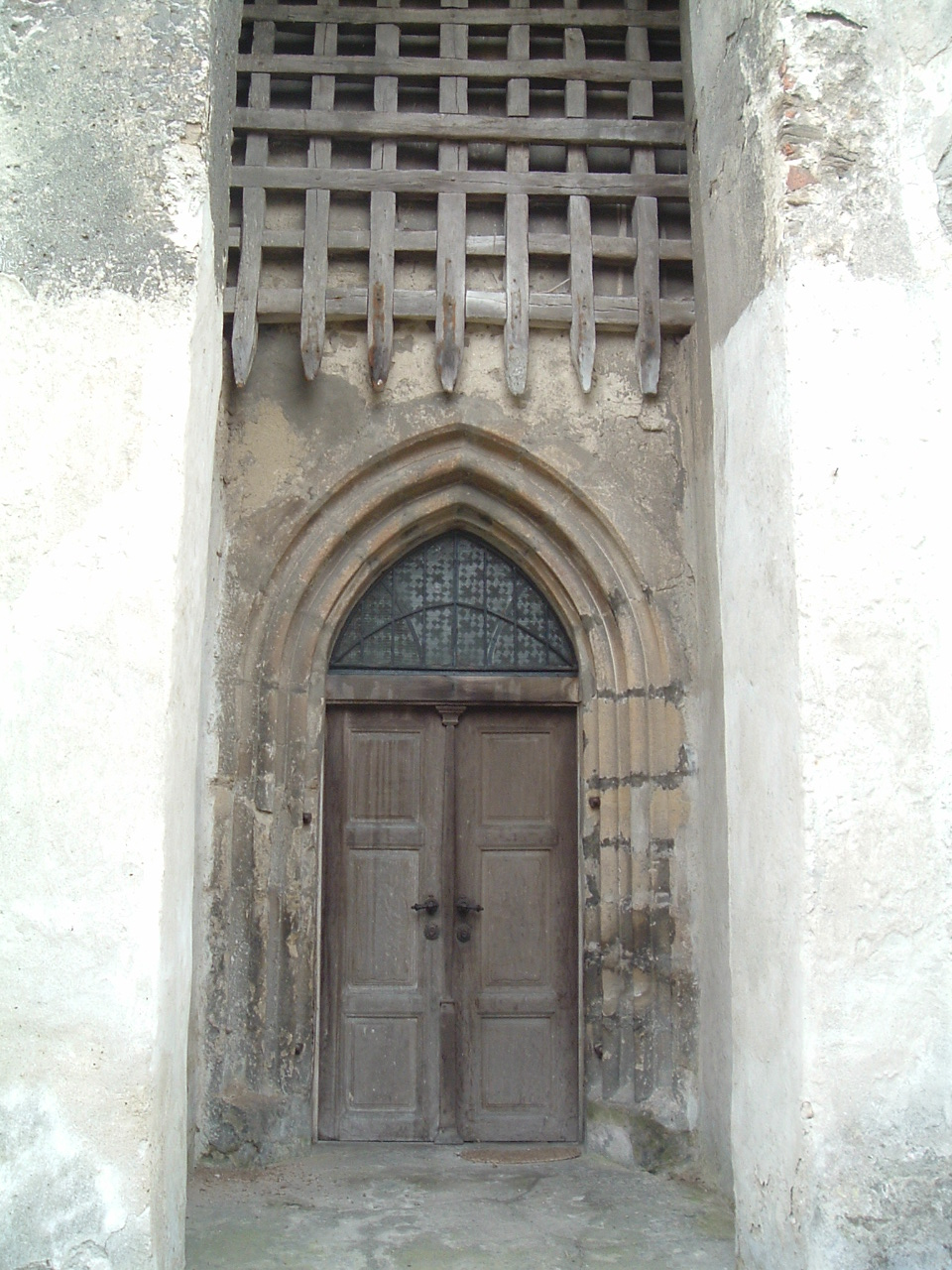
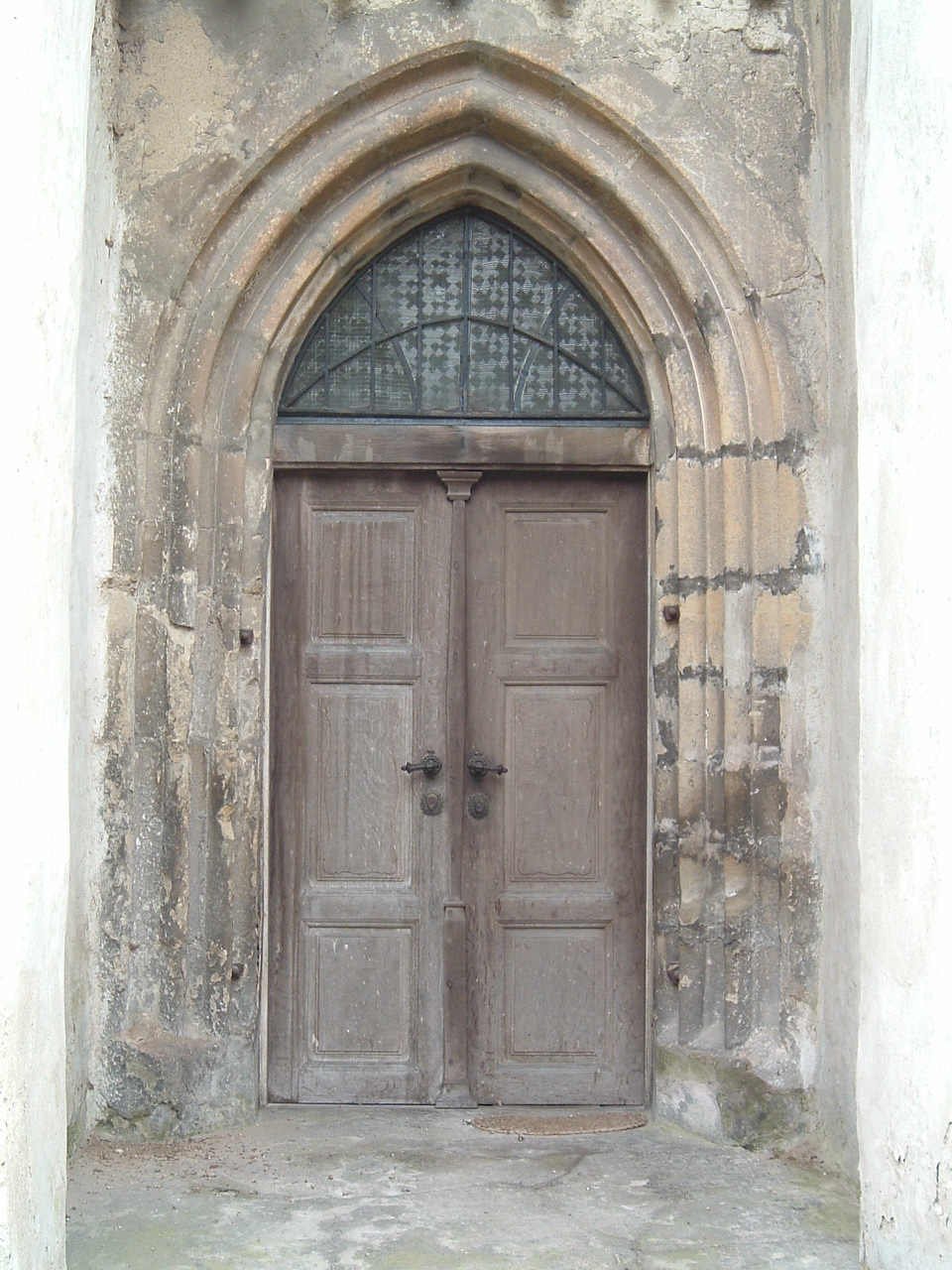
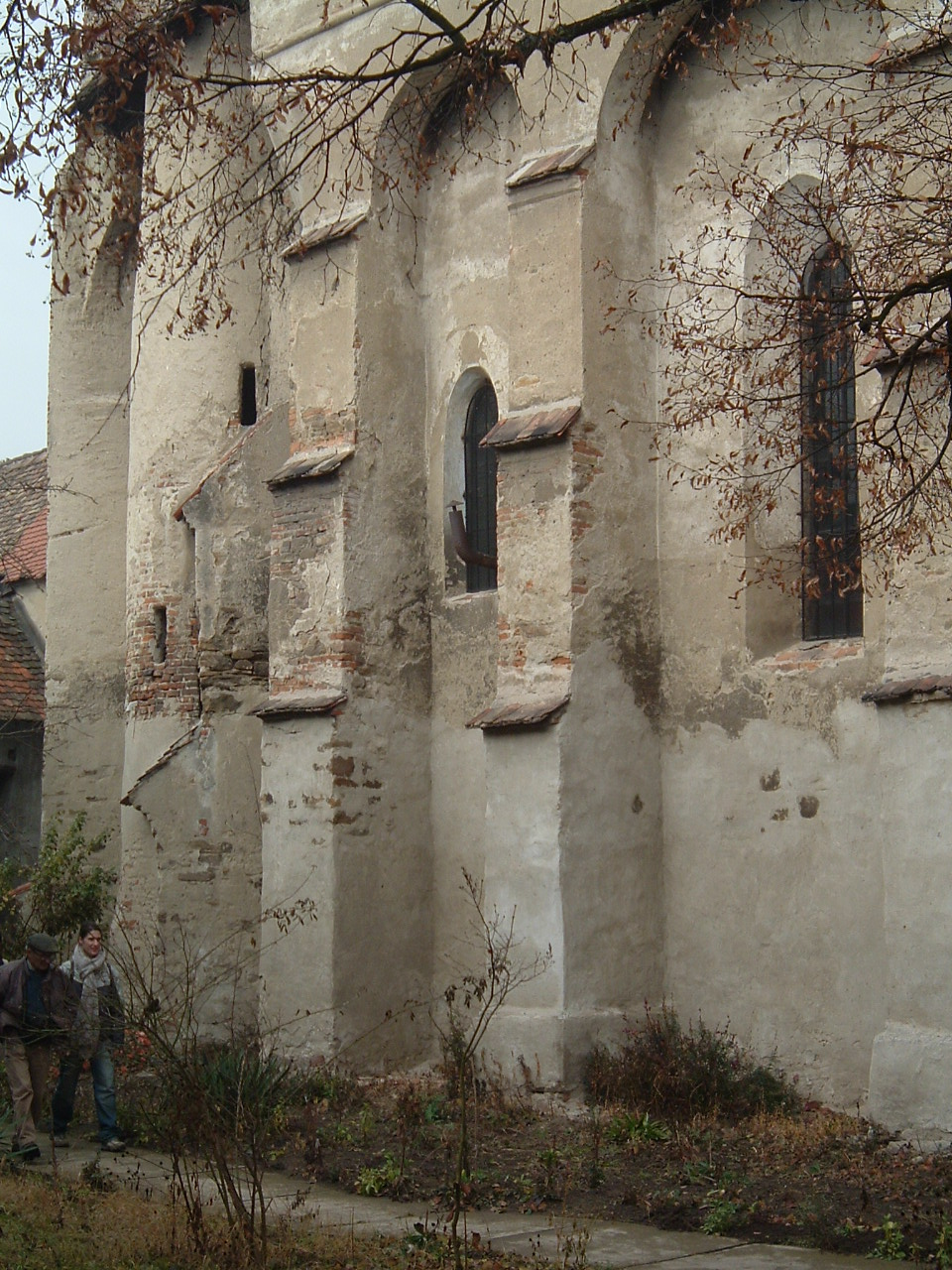
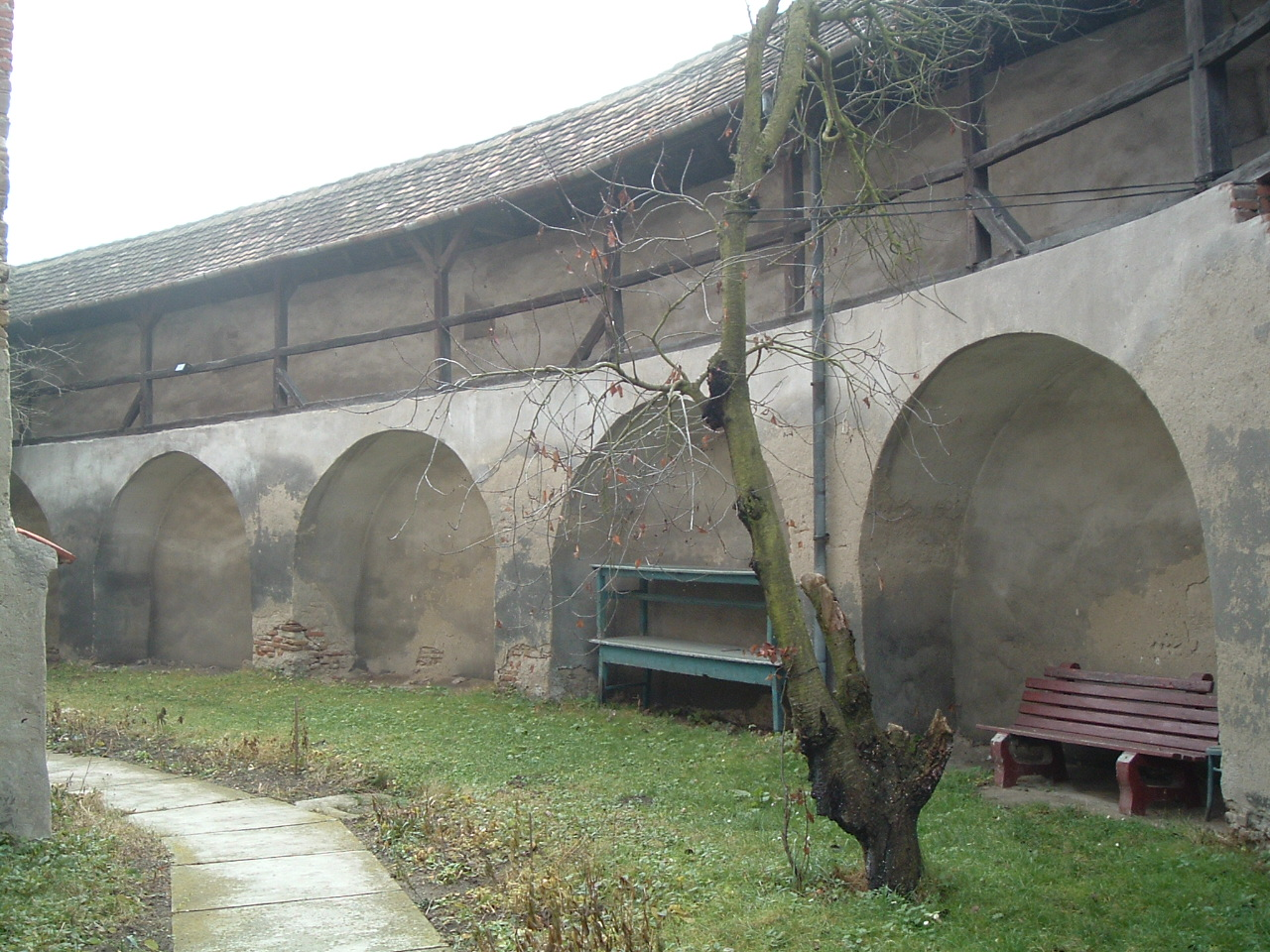
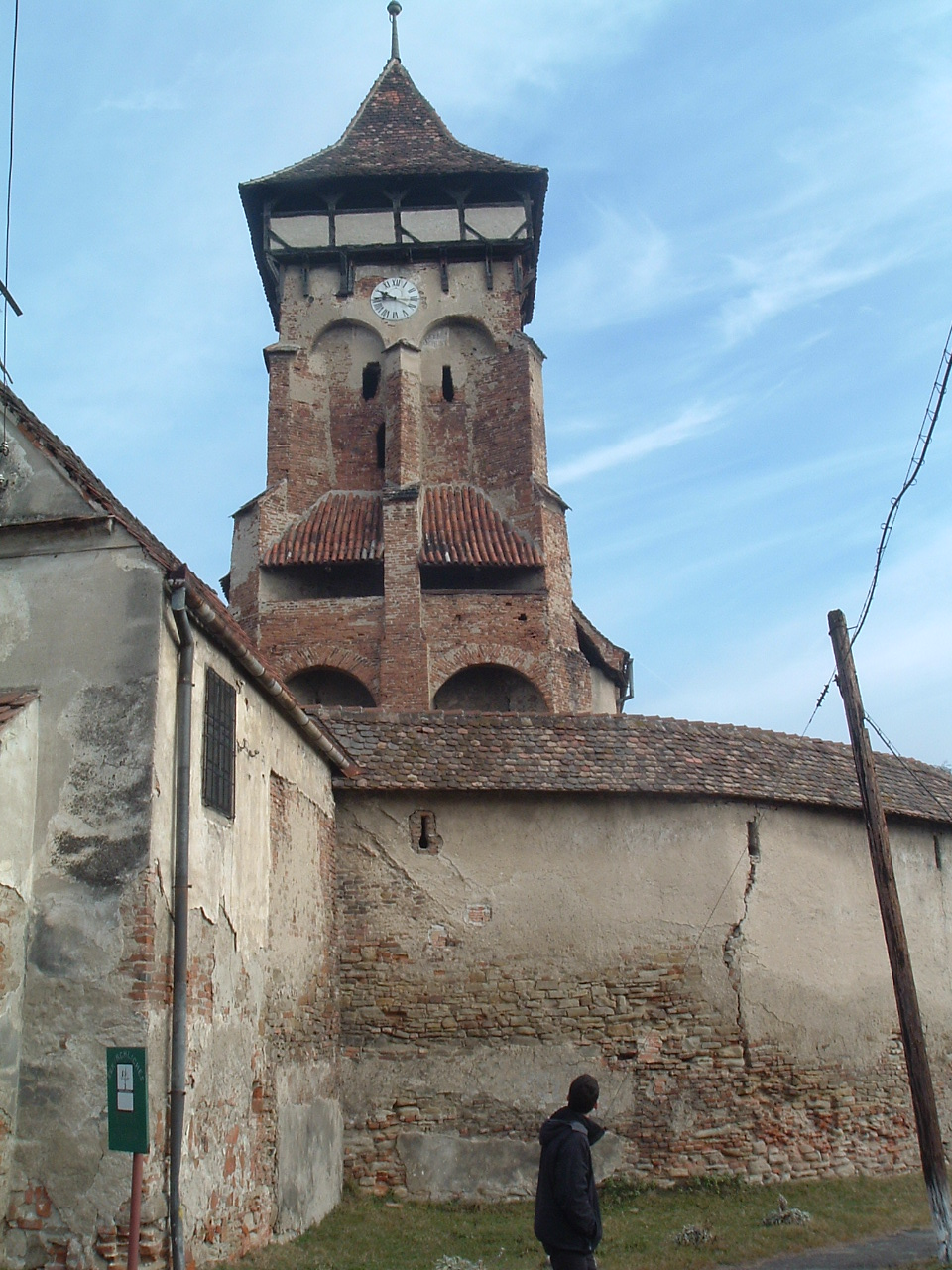